# Connie Francis
Connie Francis, rodným jménem Concetta Rosa Maria Franconero (12. prosince 1937 Newark, New Jersey – 16. července 2025) byla americká zpěvačka a herečka.

## Kariéra
Narodila se v italsko-americké rodině v dělnické multietnické čtvrti Ironbound města Newark v New Jersey. Vyrůstala v italsko-židovském sousedství a získaná znalost jidiš jí později usnadnila pořízení nahrávek v jidiš a hebrejštině. Hudební talent projevovala velmi záhy a už od jejích čtyř let ji ctižádostivý otec nechával při různých akcích zpívat a hrát na akordeon. V Newarku navštěvovala školu Newark Arts High School a po přestěhování rodiny do Belleville dokončila středoškolské studium na Belleville High School jako salutatorian v roce 1955. Během zkoušek na rozhlasovou a televizní varietní show Arthur Godfrey's Talent Scouts jí Godfrey navrhl, aby vystupovala pod atraktivnějším jménem Connie Francis a aby přestala vystupovat s akordeonem.
V roce 1956 nazpívala vokály pro film Rock, Rock, Rock, ale s vlastními nahrávkami úspěch neměla. Až na podzim 1957 natočila singl The Majesty of Love / You, My Darlin' You, kterého se prodalo přes milion kusů. Přes tento úspěch jí ale nahrávací společnost oznámila, že smlouvu s ní neprodlouží. Connie v tu dobu uvažovala o nabízeném studiu medicíny na newyorské univerzitě. Mezi poslední nasmlouvané nahrávky prosazoval otec George píseň Who's Sorry Now? z roku 1923, která se Connii vůbec nelíbila a s otcem se pohádala. A právě tato píseň se stala hitem poté, co byla představena v televizní show American Bandstand Dicka Clarka 1. 1. 1958. V dubnu 1958 se stala jedničkou na britské UK Singles Chart a čtyřkou v USA. V hlasování diváků byla poté Connie Francis 4 roky volena nejlepší zpěvačkou American Bandstand. Dalším hitem se stala píseň Stupid Cupid, kterou napsali Neil Sedaka a Howard Greenfield. Úspěšné také byly následující coververze starších písní.
V roce 1959 odjela Connie Francis do Londýna, kde natočila své první a velmi úspěšné album Connie Francis Sings Italian Favorites, z něhož se stala velkým hitem píseň Mama. Do roku 1964 nahrála dalších sedm alb a to i židovských, německých a irských písní. Stala se tak jedním z prvních amerických zpěváků nahrávajících v jiných jazycích. Po určitých počátečních problémech se prosadila v Německu, kde šest jejích písní dosáhlo na špici hitparády. Její popularita v Evropě překonala i železnou oponu a její nahrávky vydaly například Melodija v Sovětském svazu a jugoslávský Jugoton. V Americe zaměřila své singly především na mládež. Třetím a zároveň posledním hitem, který dosáhl na špičku americké hitparády, byla v roce 1962 píseň Don't Break the Heart That Loves Yo. V pozdějších letech těžila hlavně z popularity, kterou získala v Evropě. Zúčastnila se festivalu v Sanremu a to v letech 1965 a 1967. V roce 1969 jí vypršela smlouva s MGM Records a Connie Francis se rozhodla, že žádnou dlouhodobou smlouvu již neuzavře, protože si potřebuje odpočinout. Až do roku 1973 vystupovala sporadicky pouze v několika televizních pořadech. V roce 1973 se úspěšně vrátila k nahrávání a natočila píseň (Should I) Tie a Yellow Ribbon Round the Old Oak Tree?.
Slibný rozjezd nové kariéry ale zhatila událost z 8. listopadu 1974, kdy ji v motelu znásilnil a málem zabil neznámý pachatel. Connie Francis sice vysoudila dva a půl milionu dolarů na hotelové společnosti, ale následkem této události začala trpět depresemi a stáhla se do soukromí. Navíc v roce 1977 prodělala operaci, při níž přišla o hlas a musela podstoupit další operace pro jeho obnovení a hlasovou rehabilitaci. Ale již v roce 1978 nahrála album Who's Happy Now?. V roce 1981 natočila píseň Comme ci, comme ça a píseň I'm Me Again, která se následně stala titulní skladbou nového alba, na němž se objevily také nevydané skladby z 50. a 60. let. Také tento návrat narušila další tragédie, když byl v roce 1981 zavražděn mafií její bratr George. Connie Francis se snažila toto období překonat usilovnou prací, zejména veřejným vystupováním, ale byla jí záhy diagnostikována maniodepresivní psychóza. Kvůli léčení tak byla její kariéra opět přerušena, tentokrát na čtyři roky. V roce 1984 již dokázala napsat svoji autobiografii Who's Sorry Now?, která se stala bestsellerem. V roce 1989 natočila dvojalbum Where the Hits Are obsahující 18 jejích největších hitů. V roce 1992 vyšly v Německu velmi úspěšné remixy jejích dřívějších německých hitů. V roce 2017 vyšla její autobiografie Among My Souvenirs.

### Filmová tvorba
V prvních třech filmech nazpívala Connie Francis pouze vokály za jiné herečky. Byly to filmy:
- Rock, Rock, Rock (1956) – režie Will Price
- Jamboree (1957) – režie Roy Lockwood
- The Sheriff of Fractured Jaw (1958) – režie Raoul Walsh

V dalších filmech již dostala příležitost i jako herečka:
- Where the Boys Are (1960) – režie Henry Levin – role: Angie
- Follow the Boys (1963) – režie Richard Thorpe – role: Bonnie Pulaski
- Looking for Love (1964) – režie Don Weis – role: Libby Caruso
- When the Boys Meet the Girls (1965) – režie Alvin Ganzer – role: Ginger Gray

Sama umělkyně se dívala na své herecké výkony velmi kriticky a účast v dalších filmech odmítala. V roce 1966 si ještě zahrála v epizodě The Sister and the Savage televizního seriálu Bob Hope Presents the Chrysler Theatre. Dále pak vystupovala jen v televizních hudebních pořadech.

## Diskografie
| Rok  | USA | USA | USA | Velká Británie | Velká Británie | Velká Británie | Německo | Německo | Německo | mezinárodní | mezinárodní | mezinárodní |
| Rok  | LP  | EP  | SP  | LP             | EP             | SP             | LP      | EP      | SP      | LP          | EP          | SP          |
| ---- | --- | --- | --- | -------------- | -------------- | -------------- | ------- | ------- | ------- | ----------- | ----------- | ----------- |
| 1955 | –   | –   | 3   | –              | –              | –              | –       | –       | –       | –           | –           | –           |
| 1956 | –   | –   | 4   | –              | –              | 3              | –       | –       | –       | –           | –           | –           |
| 1957 | –   | –   | 4   | –              | –              | 3              | –       | –       | –       | –           | –           | –           |
| 1958 | 1   | 1   | 5   | 1              | 2              | 6              | –       | –       | –       | –           | –           | –           |
| 1959 | 8   | 4   | 4   | 5              | –              | 3              | –       | –       | 2       | –           | –           | –           |
| 1960 | 4   | –   | 4   | 2              | –              | 6              | 2       | –       | 12      | 2           | –           | 6           |
| 1961 | 6   | –   | 6   | –              | –              | 4              | 1       | –       | 10      | 3           | 5           | 9           |
| 1962 | 5   | –   | 5   | –              | 1              | 5              | 1       | –       | 8       | 4           | 5           | 5           |
| 1963 | 6   | –   | 5   | 1              | –              | 5              | 4       | –       | 7       | 4           | 1           | 5           |
| 1964 | 5   | –   | 5   | –              | –              | 3              | 5       | –       | 9       | 2           | 1           | 2           |
| 1965 | 3   | –   | 5   | –              | –              | 3              | 1       | –       | 6       | 1           | 2           | 2           |
| 1966 | 5   | –   | 5   | 1              | –              | 5              | 2       | –       | 6       | –           | –           | 2           |
| 1967 | 4   | –   | 9   | –              | –              | 3              | 2       | –       | 4       | 1           | –           | 3           |
| 1968 | 3   | –   | 4   | 1              | –              | 4              | 2       | –       | 6       | 1           | –           | 2           |
| 1969 | 2   | –   | 4   | –              | –              | 2              | –       | –       | 5       | –           | –           | 1           |
| 1970 | –   | –   | –   | –              | –              | –              | –       | –       | –       | –           | –           | –           |
| 1971 | –   | –   | –   | –              | –              | –              | –       | –       | 1       | –           | –           | –           |
| 1972 | –   | –   | –   | –              | –              | –              | –       | –       | 1       | –           | –           | –           |
| 1973 | –   | –   | 2   | –              | –              | –              | –       | –       | –       | –           | –           | –           |
| 1974 | –   | –   | –   | –              | –              | –              | –       | –       | –       | –           | –           | –           |
| –    | –   | –   | –   | –              | –              | –              | –       | –       | –       | –           | –           | –           |
| 1977 | –   | –   | –   | –              | –              | –              | –       | –       | –       | –           | –           | –           |
| 1978 | 1   | –   | –   | –              | –              | 3              | 1       | –       | 1       | 1           | –           | 1           |
| 1979 | –   | –   | –   | –              | –              | –              | –       | –       | –       | –           | –           | –           |
| 1980 | –   | –   | 1   | –              | –              | –              | –       | –       | –       | –           | –           | –           |
| 1981 | 1   | –   | –   | –              | –              | –              | –       | –       | –       | –           | –           | –           |
| 1982 | –   | –   | 1   | –              | –              | –              | –       | –       | –       | –           | –           | –           |
| 1983 | –   | –   | –   | –              | –              | –              | –       | –       | –       | –           | –           | –           |
| –    | –   | –   | –   | –              | –              | –              | –       | –       | –       | –           | –           | –           |
| 1988 | –   | –   | –   | –              | –              | –              | –       | –       | –       | –           | –           | –           |
| 1989 | 1   | –   | –   | –              | –              | –              | –       | –       | –       | –           | –           | –           |
| 1992 | –   | –   | –   | –              | –              | –              | 1       | –       | 2       | –           | –           | –           |
| 1996 | 1   | –   | –   | 1              | –              | –              | –       | –       | –       | –           | –           | –           |

Skladby, které z repertoáru Connie Francis převzali čeští zpěváci:
- Everybody's Somebody's Fool (1960) – Až na severní pól (Y. Simonová a M. Chladil, 1962), Ke každému zámku je klíč (J. Veselá, 1961)
- Follow The Boys (1963) – Čekám lásku (Y. Simonová, 1967)
- Forget Domani (1964) – Dodaleka bůhvíkam (M. Chladil, 1973)
- Somewhere My Love (1966) – Krásné je žít (M. Chladil, 1967)
- Carolina Moon (1958) – Růže uvadá (N. Urbánková, 1971)
- Fallin' (1958) – Svatba (M. Voborníková, 1976)
- Stupid Cupid (1958) – Amor magor (L. Bílá, 1998), Tupý kupid (Sputnici, 1960)
- I Wish I Had A Wooden Heart (1967) – Za prvé, za druhé, za třetí (E. Lukášová, 1973)
- Be Anything (but Be Mine) (1964) – Buď můj (E. Svobodová, 1983)
- Who's Sorry Now? (1958) – Čí je ten džbán (K. Hála, 1967)